# Cambrien
Pour les articles homonymes, voir Cambrien (homonymie).
Stratigraphie
Édiacarien Ordovicien
Néoprotérozoïque
Subdivisions
- Furongien
- Miaolingien
- Série 2
- Terreneuvien

ancienne subdivision
- C. supérieur (Revinien, Potsdamien)
- C. moyen (Acadien, Devillien)
- C. inférieur (Géorgien)

Paléogéographie et climat
Faune et flore
Évolution
- explosion cambrienne
- 540 Ma: foraminifères
- 540 Ma: chordés (céphalochordés)
- 540 Ma: crustacés
- 530 Ma: vertébrés (lamproies)
- 530 Ma: bivalves
- 520 Ma: chélicérates (≃arthropodes)
- 520 Ma: démosponges (≃éponges)
- 510 Ma: gastéropodes
- 505 Ma: céphalopodes

Le Cambrien, qui s'étend de −538,8 ± 0,2 à −485,4 ± 1,9 millions d'années, est la première, et la plus ancienne, des six périodes géologiques du Paléozoïque. Cette période succède à l'Édiacarien et précède l'Ordovicien.

## Étymologie
Le Cambrien a été introduit par Adam Sedgwick en 1835. Il dérive de Cambria, le nom latin du Pays de Galles, où de nombreux terrains de cette période sont visibles.

## Histoire
En 1831, Adam Sedgwick et son collaborateur, Roderick Murchison, commencèrent leurs travaux sur la stratigraphie du Pays de Galles septentrional. Adam Sedgwick commença ses recherches par le bas de la section et Roderick Murchison le haut. Adam Sedgwick appela la couche de roche inférieure le Cambrien, et Roderick Murchison le Silurien les formations supérieures généralement plus fossilifères. Par la suite, leurs sections se rejoignirent, et chacun proclamait l'appartenance des roches intermédiaires à son système, jusqu'à en devenir une polémique répandue. Ce n’est que quarante ans plus tard que Charles Lapworth nomma « Ordovicien » les couches intermédiaires.

## Biostratigraphie
Le Cambrien est le seul système n'ayant pas encore de biostratigraphie complètement établie à l'échelle mondiale à cause du fort endémisme de la faune. Par vote en décembre 2004 de l'ISCS (International Sub-commission on Cambrian Stratigraphy), le Cambrien a été divisé en quatre séries et dix étages en vue de remplacer les termes anciens de Cambrien inférieur, moyen et supérieur. Les divisions sont en cours de définition, aussi certaines séries et étages ont provisoirement un numéro.
Les limites actuellement définies sont présentées ci-après, :
| Système  | Série        | Étage        | Âge (Ma)        |
| -------- | ------------ | ------------ | --------------- |
| Cambrien | Furongien    | Étage 10     | ~489,5 - 485,4  |
| Cambrien | Furongien    | Jiangshanien | ~494 - ~489,5   |
| Cambrien | Furongien    | Paibien      | ~497 - ~494     |
| Cambrien | Miaolingien  | Guzhangien   | ~500,5 - ~497   |
| Cambrien | Miaolingien  | Drumien      | ~504,5 - ~500,5 |
| Cambrien | Miaolingien  | Wulien       | ~509 - ~504,5   |
| Cambrien | Série 2      | Étage 4      | ~514 - ~509     |
| Cambrien | Série 2      | Étage 3      | ~521 - ~514     |
| Cambrien | Terreneuvien | Étage 2      | ~529 - ~521     |
| Cambrien | Terreneuvien | Fortunien    | 538,8 - ~529    |

Le Terreneuvien (série 1) et la série 2 correspondent approximativement aux anciennes notions de Cambrien inférieur et de Géorgien. La base du Cambrien (541 Ma), qui est aussi celle de la série Terreneuvien et de l'étage Fortunien (étage 1), est marquée par la première apparition (FAD, First appareance datum) de la trace fossile Treptichnus pedum. Comme le nom le laisse entendre, le point stratotypique mondial (PSM) (Global Boundary Stratotype Section and Point, GSSP) est pris à Terre-Neuve au Canada, dans la coupe de Fortune Head. L'étage 2 est marqué par l'apparition des archéocyathes et des Small shelly fossils. Le Terreneuvien représente plus du tiers du Cambrien en âge. La base de la série 2 (521 Ma), et de l'étage 3, est marquée par l'apparition des trilobites, probablement la famille Fallotaspididae. L'étage 4 est marqué par l'apparition du trilobite Olenellus au Laurentia ou des Redlichiidae au Gondwana.
Le Miaolingien (série 3) correspond approximativement aux anciennes notions de Cambrien moyen et d'Acadien. Selon toute vraisemblance, l'étage 5 sera basé sur la FAD du trilobite Oryctocephalus indicus, avec un âge d'environ 509 Ma. Deux sections sont candidates pour le PSM de cet étage : la coupe de Wuliu-Zengjiayan, de la formation de Kaili, dans la province de Guizhou en Chine et la coupe Emigrant à Split Mountain au Nevada. Le Drumien (étage 6), dénommé ainsi en référence aux Drum Mountains dans l'Utah, est basé sur la FAD du trilobite Ptychagnostus (Acidusus) atavus et débute à 504,5 Ma environ. La base du Guzhangien (étage 7), dont l'âge est estimé à 500,5 Ma, est définie par la première apparition du trilobite Lejopyge laevigata. Le point stratotypique mondial du Guzhangien est situé près de Luoyixi, dans le nord-ouest du Hunan en Chine.
Le Furongien (série 4) correspond approximativement aux anciennes notions de Cambrien supérieur et de Potsdamien. Sa base, ainsi que celle de l'étage Paibien (étage 8) est fixée par la FAD du trilobite cosmopolite Glyptagnostus reticulatus. Le Furongien débute à 497 Ma. Le Jiangshanien (étage 9) est basé sur l'apparition du trilobite Agnostotes orientalis et son PSM est situé dans la coupe Dubian B, à 10 km au nord de la ville de Jiangshan, en Chine. Le nom proposé pour l'étage 10 est le Lawsonien. La base de cet étage n'est pas définie : l'apparition du trilobite Lotagnostus americanus, initialement proposée par l'ICS pour la définition de la base, est problématique. L'apparition du conodonte Eoconodontus notchpeakensis pour définir la base de cet étage a été proposé en 2011,.
La base de l'Ordovicien, et donc la limite supérieure du Cambrien, est marquée par la FAD du conodonte Iapetognathus fluctivagus. Le point stratotypique mondial est également localisé à Terre-Neuve, au Canada, dans une falaise de Green Point.

## Le Cambrien dans le monde
Les terrains cambriens affleurent sur tous les continents. En Amérique du Nord, on rencontre le cambrien au Canada, Groenland, États-Unis et Mexique. En Amérique du Sud, on le trouve en Argentine et en Uruguay. En Afrique, il est particulièrement bien représenté au Maroc, en Algérie, et vraisemblablement en Libye et en Égypte par forage. On le signale aussi en Guinée. En Europe, il se rencontre au Portugal, Espagne, France, Royaume-Uni, Irlande, Belgique, Norvège, Suède, Danemark (blocs glaciaires erratiques), Estonie, Allemagne, Italie, Pologne et en Tchéquie. En Asie, on le rencontre en Jordanie, Arabie saoudite, Oman, Turquie, Iran, Afghanistan, Kazakhstan (et vraisemblablement les autres états plus à l'est…), Russie (Sibérie), Mongolie, Chine, Corée, Inde, Vietnam, Malaisie. On le rencontre aussi en Australie, Nouvelle-Zélande et sur le continent Antarctique.

## Le Cambrien en France
Le Cambrien est bien représenté en France, dans la montagne Noire, dans les Pyrénées, mais aussi en Normandie (Carteret, vallée de l'Orne), dans les Cévennes, dans de petits affleurements dans les pays de la Loire (Sillé-le-Guillaume, Puihardy, Sigournais, Cléré-sur-Layon), et enfin dans les Ardennes. La découverte des premiers fossiles cambriens en France date de 1888, quand Jules Bergeron trouva des débris de trilobites en montagne Noire. Cette découverte eut un grand retentissement dans le milieu géologique français, car les faunes cambriennes (la « faune primordiale » comme l'appelait Barrande), avaient alors été découvertes un peu partout en Europe, sauf en France. Comme il a été évoqué précédemment, il n'y a pas de biostratigraphie établie de façon mondiale, aussi existe-t-il de nombreuses échelles locales, en attendant que toutes soient corrélées. Une biostratigraphie existe pour le sud de l'Europe (France, Espagne, Italie), qui s'applique aussi partiellement en Allemagne, en République tchèque, au Maroc et en Turquie.
- Cambrien inférieur : il contient les étages Cordubien, Ovétien, Marianien et Bilbillien, tous définis en Espagne.
- Cambrien moyen : il contient les étages Léonien, Caesaraugustien et Languedocien.

Chacun de ces étages contient de nombreuses biozones, basées sur les archéocyathes puis sur les trilobites.
Les terrains cambriens de France appartiennent à plusieurs domaines ayant chacun une histoire paléogéographique distincte. La montagne Noire et les Pyrénées sont des restes appartenant à la marge continentale du Gondwana, alors que les affleurements plus au nord appartiennent à un ensemble de micro-continents coincés lors de l'orogenèse hercynienne.

## Stratigraphie du Cambrien français
Dans les Pyrénées, les terrains cambriens forment une épaisse série de plusieurs kilomètres, constituant la majeure partie de la chaîne. La stratigraphie n'est pas définitive et vient d'ailleurs de faire l'objet d'une révision[réf. nécessaire]. La partie supérieure du Groupe de Canaveilles (Formation de Cabrils) constitue la base du Cambrien. Le Groupe de Jujols (Formations d'Evol et de Jujols) constitue ensuite le Cambrien et probablement l'Ordovicien inférieur. L'ensemble est une puissante série détritique schisto-gréseuse, avec des intercalations de carbonates.
Dans la Montagne Noire, la stratigraphie est particulièrement représentative :
- La Formation de Marcory, avec un âge Cambrien inférieur médian, est constituée par une épaisse série de schistes et grès verts-bruns sombres pour une épaisseur voisine de 1 000 m. Des intercalations calcaires sont connues, notamment dans le Minervois. Elles correspondent à un régime deltaïque.
- La Formation de Pardailhan est un régime d'alternances entre des bancs gréseux, et des barres de calcaires, ces dernières devenant de plus en plus dominantes. Son épaisseur est très variable, pouvant aller jusqu'à 250 m.
- La Formation de Lastours montre l'établissement d'une plate-forme carbonatée. L'épaisseur de cette formation va jusqu'à 500 m.
- La Formation du Pont de Poussarou précède l'effondrement de cette plateforme, et voit le passage au Cambrien moyen.
- La Formation de la Tanque montre l'effondrement de la plate-forme, et l'ennoiement par un régime d'alternance schisto-calcaire, avec une teinte lie-de-vin caractéristique.
- La Formation de Coulouma est constituée de schistes versicolores (rouge, vert, jaune, bleu…) et a une épaisseur de 50 m environ.
- La Formation de Ferrals est constituée de barres quartzitiques, correspondant à un évènement régressif important. Son épaisseur va jusqu'à 250 m.
- La Formation de la Gardie est constituée à la base par des schistes puis par des grès.
- le passage à la Formation du Val d'Homs est parfois confus, mais marqué par l'intercalation d'épisodes calcaires dans une série schisteuse parfois importante. Ces deux formations font plusieurs centaines de mètres.

La limite supérieure du Cambrien n'est pas reconnue avec précision et fait l'objet de travaux en cours.

## Paléobiologie
Les sédiments cambriens révèlent l'extension de mers peu profondes recouvrant des plates-formes continentales, et une brusque multiplication de nouveaux groupes animaux (animaux à parties dures notamment). Cette « explosion cambrienne » n'a pas encore d'explication. Elle peut avoir plusieurs causes : des modifications climatiques, l'activité accrue de prédateurs ou encore les sels marins favorisant l'absorption de substances chimiques et le dépôt de couches dures sur la peau. Le développement de squelettes externes (exosquelettes) peut avoir été une réaction adaptative à l'apparition de nouvelles niches écologiques. Il pourrait également s'agir d'organismes des grandes profondeurs nouvellement acclimatés aux habitats de surface ou inversement, mais aussi d’une évolution vers des espèces capables d’exploiter des ressources alimentaires nouvelles.
Plusieurs extinctions majeures d'espèces interviennent au cours du Cambrien, elles sont mal documentées en données paléontologiques et donc assez mal connues. La fin de la période est marquée par l'extinction du Cambrien-Ordovicien qui affecte beaucoup de taxons au sein des brachiopodes, des conodontes et des trilobites.

### Flore
C'est l'époque où une flore terrestre se forme.

### Faune
De minuscules (1 à 5 mm) métazoaires à coquilles et à faible diversité, les SSF (Small Shelly Fossils), sont très répandus dans le monde (Australie, Inde, Chine, Mongolie, Sibérie, Iran, Amérique du Nord, Europe, etc.). Cette apparition et celle de la faune édiacarienne, à partir de 565 Ma, représentent 2 pulsations majeures caractérisant l'émergence des animaux macroscopiques à la fin du Néoprotérozoïque et au Cambrien inférieur, suivie par l'« explosion cambrienne ».

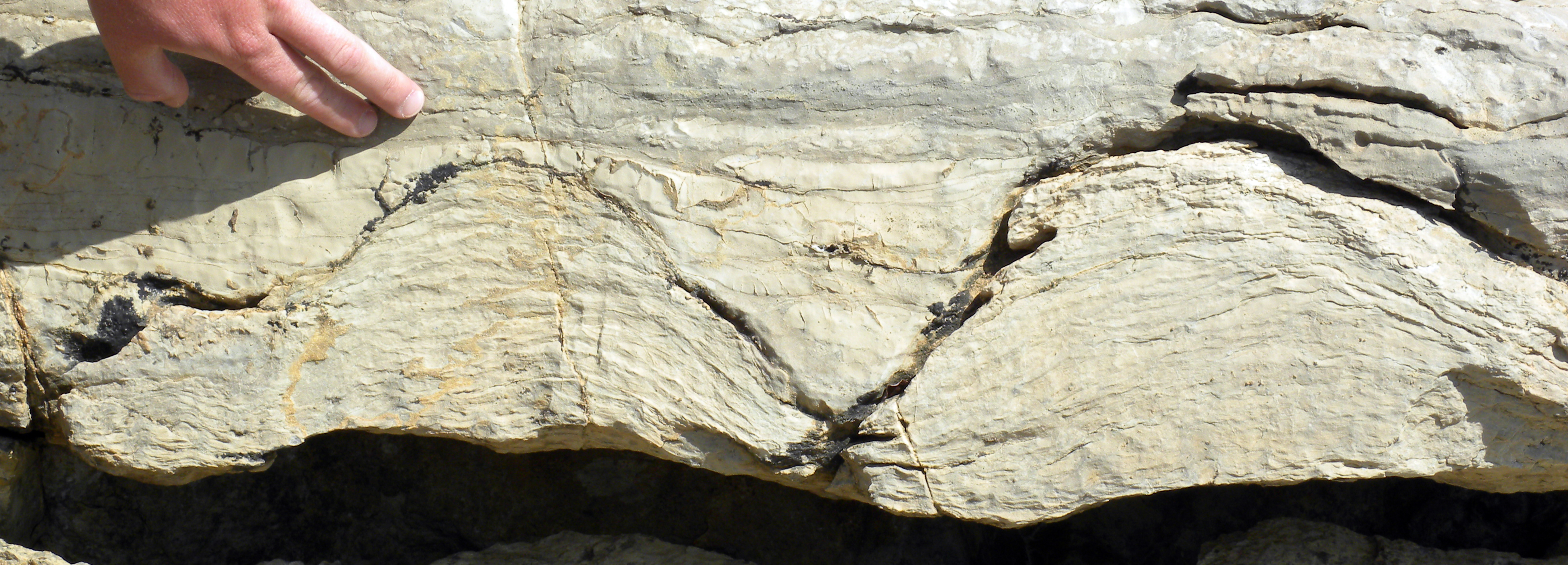
Stromatolites de la formation Pika près d'Helen Lake dans le parc national Banff, Canada
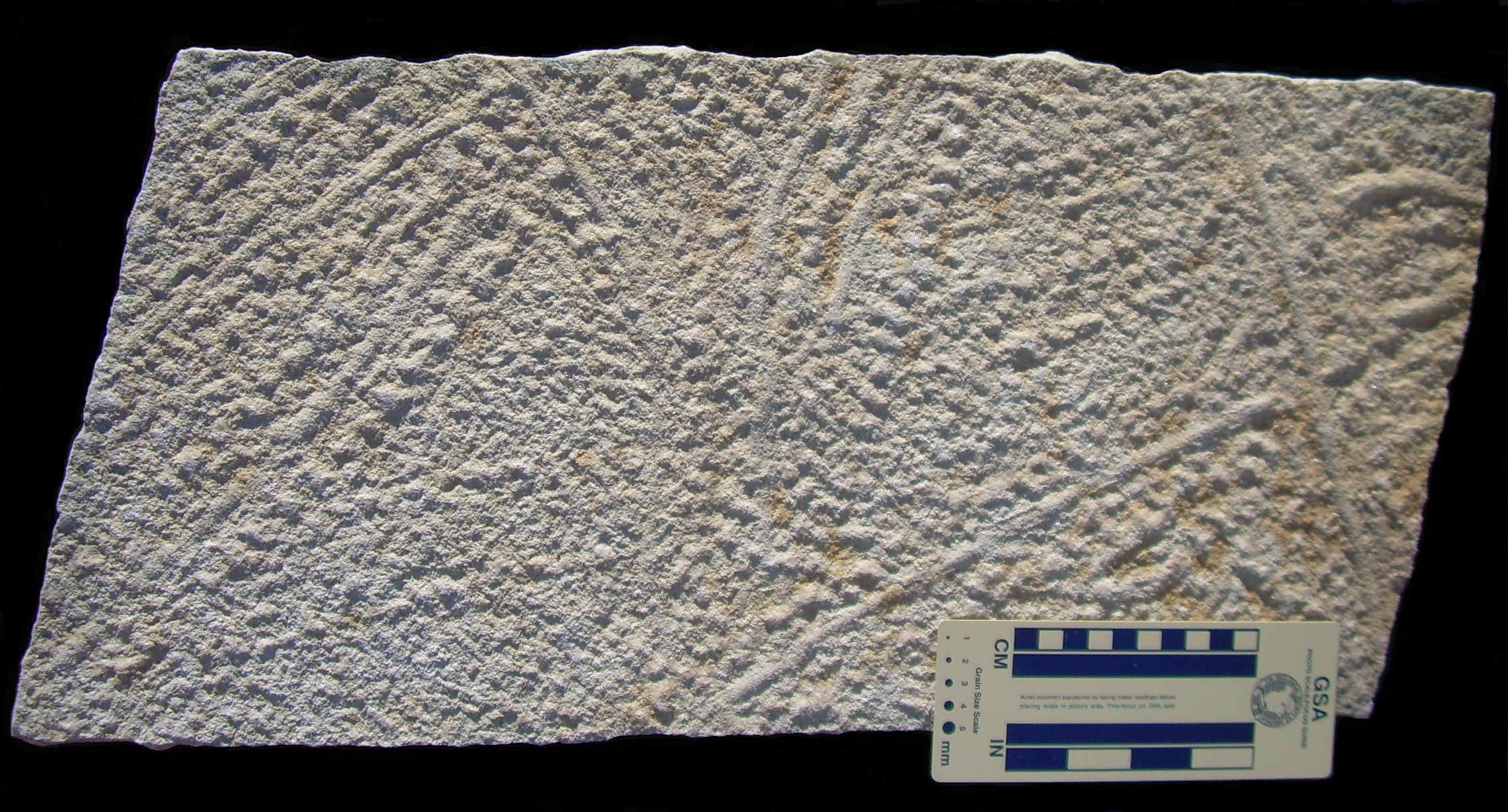
Protichnites, traces de reptation sur les plages cambriennes fossiles de ce qui est aujourd'hui le Wisconsin, États-Unis
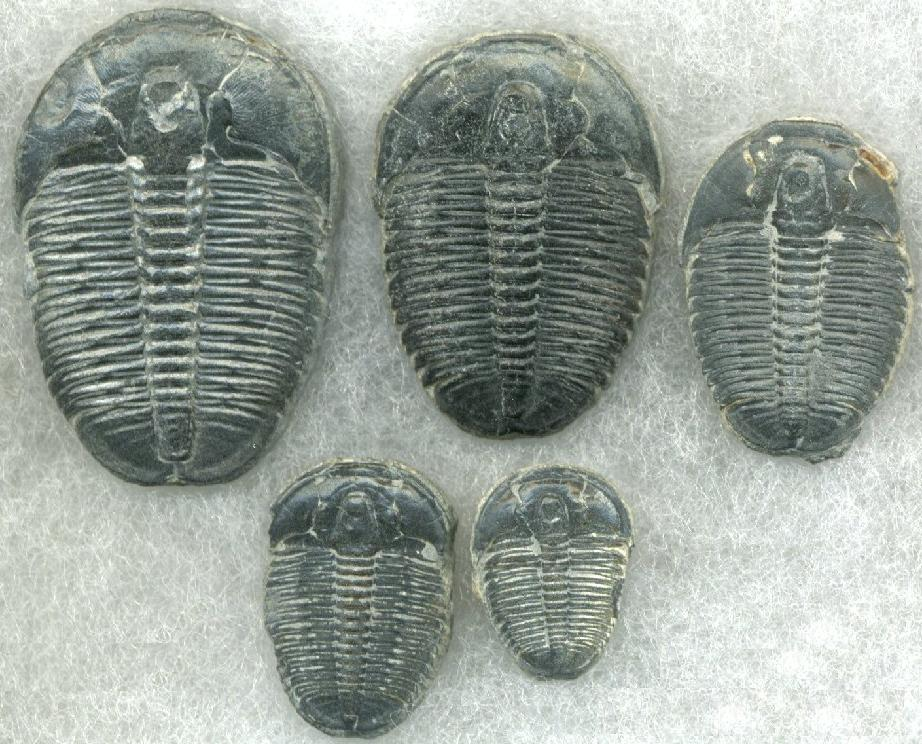
Trilobites, très communs au Cambrien
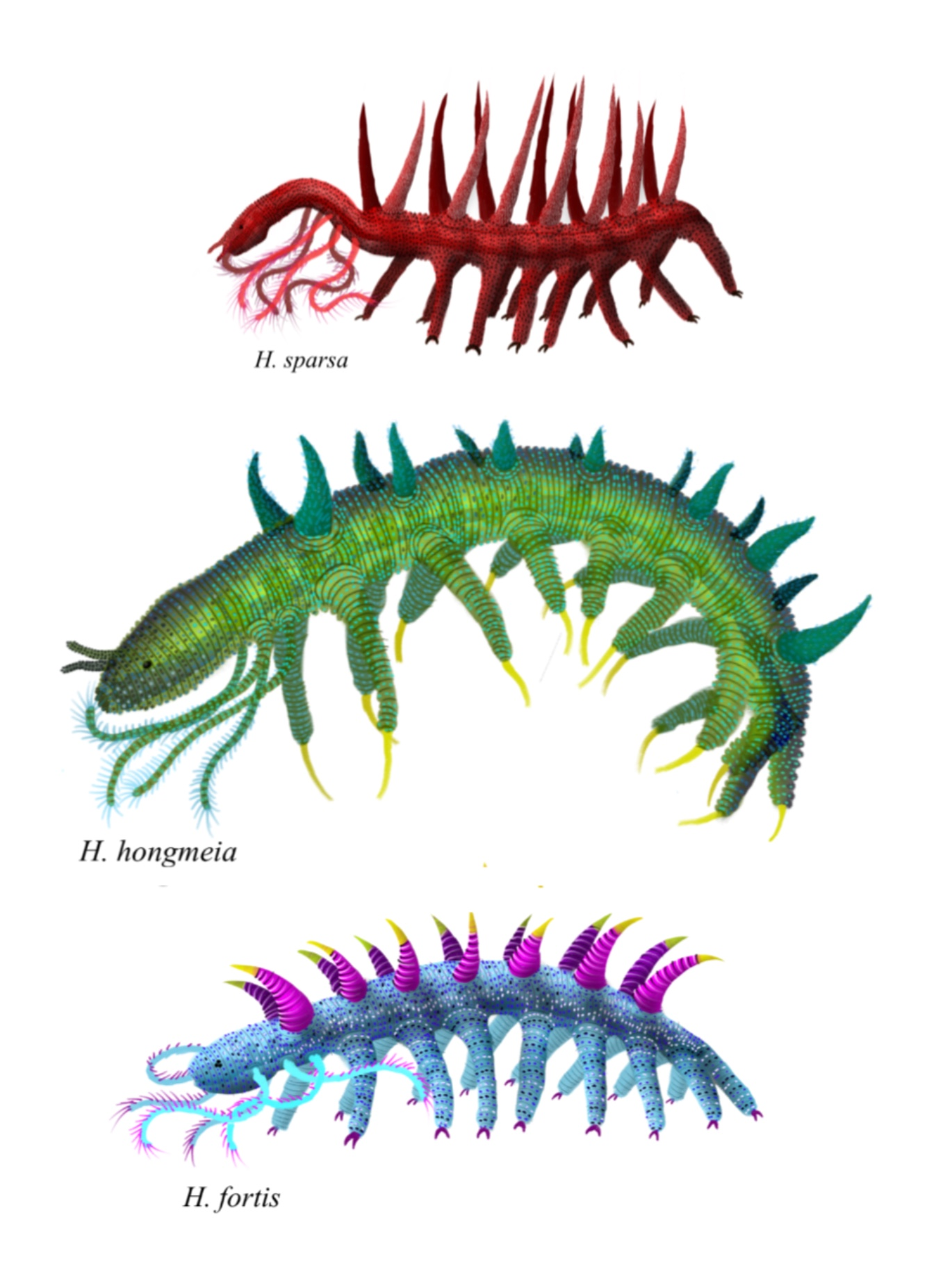
Hallucigenia sparsa, un lobopodien, assez proche des actuels onychophores
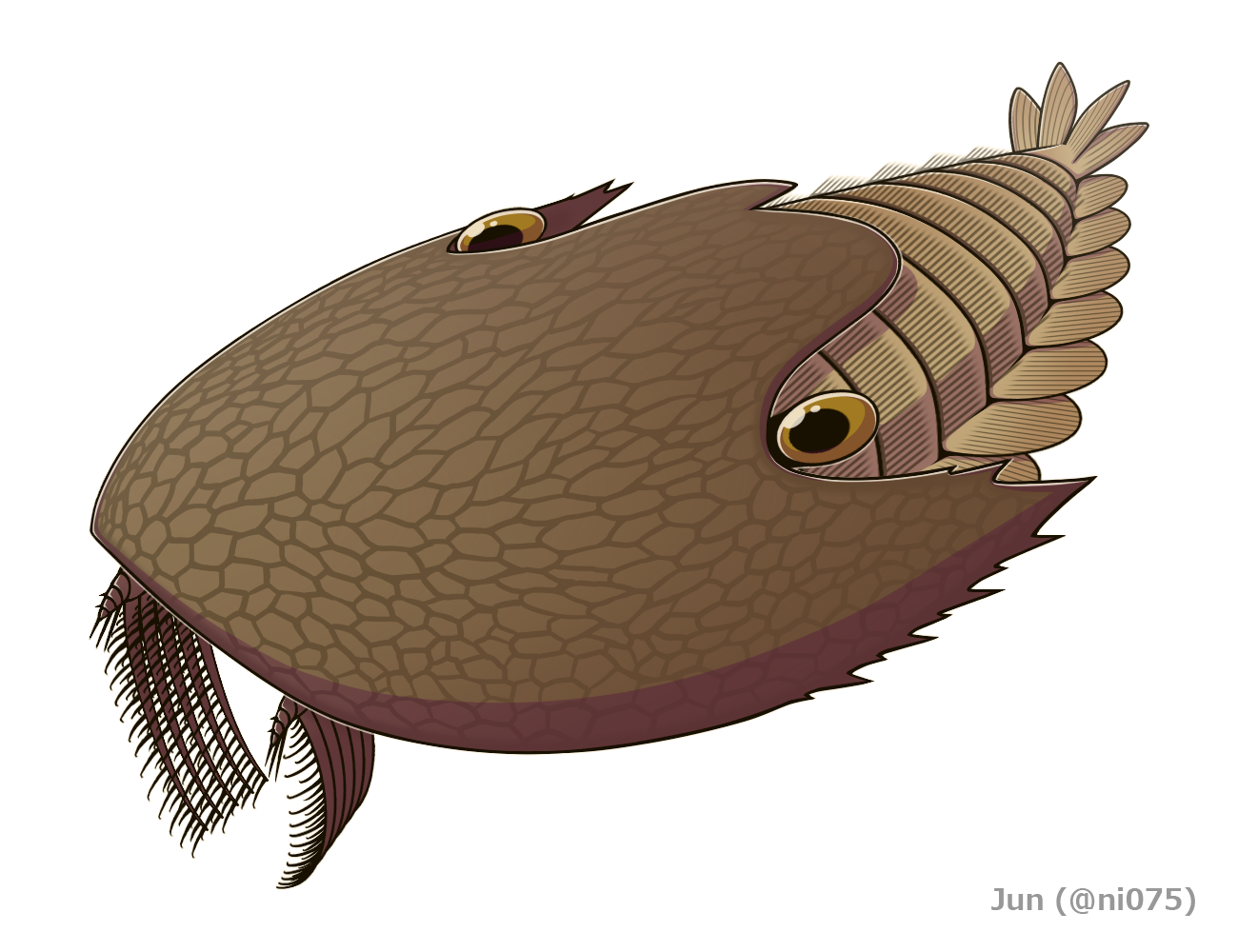
Cambroraster falcatus, un dinocaride
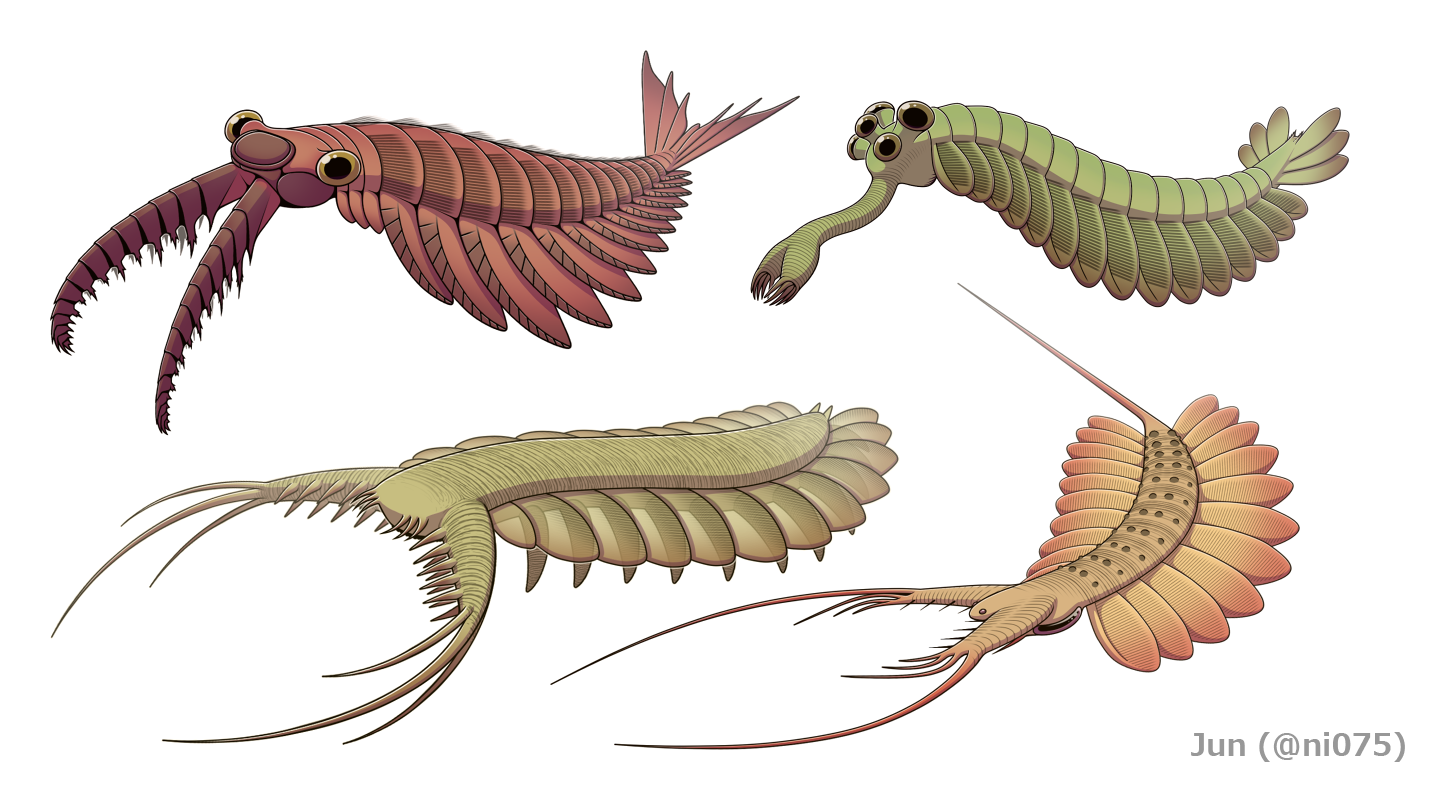
Quelques dinocarides : Anomalocaris, Opabinia, Pambdelurion et Kerygmachela
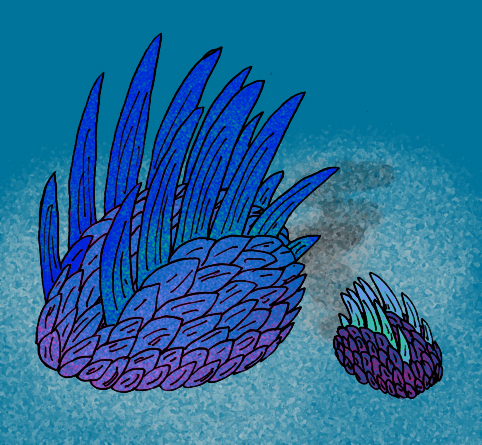
Wiwaxia, assez semblable aux actuels Scotoplanes mais couvert d'écailles et d'épines chitineuses et proche des actuels vers annélides
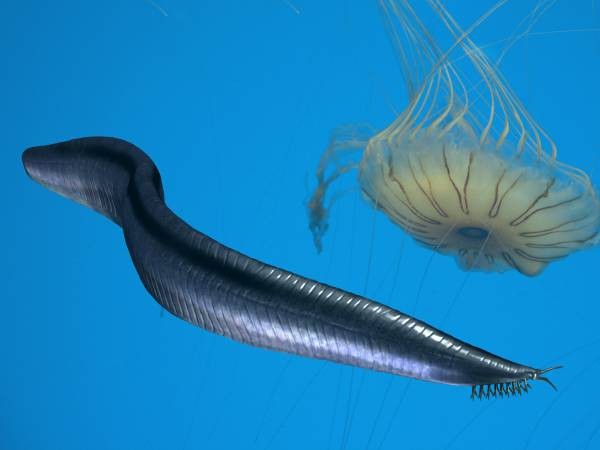
Pikaia gracilens, peut-être un des premiers chordés, et une méduse.

Au Cambrien basal apparaissent Anabarites, Protohertzina et des mollusques primitifs. Les organismes à squelettes et à membres distincts deviennent progressivement plus abondants. Au Tommotien (530-527 Ma), de nouveaux phyla sont recensés : Brachiopodes et Porifères (récifs d'Archéocyathes), Lapworthella, et de nombreux phyla à corps mou. À l'étage Atdabanien (527-525 Ma) surgissent les arthropodes (dont les trilobites qui domineront le Cambrien) et des Echinodermes primitifs.
Au Cambrien moyen, la faune de Burgess (vers 520 Ma) est composée d'animaux à corps mou et d'animaux à parties dures. La plupart des phyla modernes marins y sont représentés (sauf les Bryozoaires). On en décompte 37 parmi lesquels des Porifères, Annélides, Priapulides, Onychophores, mollusques, arthropodes, Cœlentérés, Echinodermes, Chordés et de nombreux phyla éteints à corps mou. On estime peut-être à une centaine le nombre de phyla apparus au Cambrien. La diversification se situe au niveau des phyla et non des genres (environ 400 genres au Cambrien pour 1 500 à l'Ordovicien). Le Cambrien ressort ainsi plus comme une période d'essais évolutifs intenses (radiation évolutive) des métazoaires et de diversification des lignées que comme une période de spécialisation. La radiation cambrienne des métazoaires constitue un des événements les plus importants de l'histoire de la vie avec l'apparition de la plupart des « plans d'organisation » associés aux innovations les plus essentielles des organismes vivants (squelettes minéralisés, intestins, mâchoires, branchies, yeux, etc.).
Les causes proposées de l'« explosion cambrienne » peuvent être classées en deux catégories :
1. causes intrinsèques : la flexibilité génétique, la complexification des gènes des métazoaires, l'existence de niches écologiques, l'apparition de systèmes plus complexes de prédation et relations prédateurs-proies.
2. causes extrinsèques : modifications environnementales globales, dont de composition chimique des océans (carbone, soufre, calcium), variations du niveau des nutriments, phosphogenèse, formations calcaires, augmentation du taux d'oxygène dans l'atmosphère et les océans.

### Les débuts des archives fossiles
La vie animale du cambrien a été extraordinairement variée, mais inégalement fossilisée ; les coquilles dures se fossilisent mieux que les corps mous ; c’est pourquoi les roches de cette époque sont riches en fossiles coquilliers.
Dans les schistes de Burgess, site autrefois sous-marin aujourd’hui surélevé dans une partie des Rocheuses canadiennes, des milliers de petits animaux bizarres et à coquilles ont été engloutis et bien conservés dans un glissement de limon boueux qui a également (phénomène rare) fossilisé des animaux à corps mou.
Dans les roches du Cambrien, on peut observer que de nombreux ancêtres d’animaux vivant aujourd’hui venaient tout juste d’apparaître. Il s'agit de mollusques à coquille et à tentacules qui ont évolué jusqu’à nos palourdes et bigorneaux, et des Arthropodes aux pattes articulées qui ont donné les crabes, crevettes et homards. Les étoiles de mer, les oursins, les coraux, les éponges, sont également apparus à cette époque.
Ils augmentèrent sensiblement le nombre des familles connues et modifièrent la composition des communautés vivant sur les fonds marins.

## Climat
Les glaciers existaient probablement au début du Cambrien aux hautes et peut-être même aux paléolatitudes moyennes, peut-être en raison de l'ancien continent du Gondwana couvrant le pôle Sud et coupant les courants océaniques polaires. Les dépôts du Terreneuvien moyen, correspondant à la limite entre le Fortunien et le Stade 2, montrent des preuves de glaciation. Cependant, d'autres auteurs pensent que ces dépôts glaciaires prétrilobitiques très anciens ne sont peut-être même pas d'âge cambrien, mais remontent plutôt au Néoprotérozoïque, une époque caractérisée par de nombreuses périodes sévères de glaciation.
Le début de l'étape 3 a été relativement frais, la période comprise entre 521 et 517 Ma étant connue sous le nom d'événement de refroidissement par rayonnement des arthropodes cambriens (CARCE). La Terre était généralement très chaude pendant la phase 4 ; son climat était comparable à la serre chaude du Crétacé supérieur et du Paléogène inférieur, comme en témoigne un maximum des taux d'altération continentale au cours des 900 derniers millions d'années et la présence de paléosols tropicaux latéritiques à des paléolatitudes élevées pendant cette période.
L’événement chaud d’extinction des archécyathidés (AEWE), qui a duré de 511 à 510,5 Ma, a été particulièrement chaud. Un autre événement chaud, l'événement chaud d'extinction des Redlichiid-Olenid, s'est produit au début du Wuliuan. La température est devenue encore plus chaude vers la fin de la période et le niveau de la mer a augmenté de façon spectaculaire. Cette tendance au réchauffement s'est poursuivie jusqu'au début de l'Ordovicien, dont le début a été caractérisé par un climat mondial extrêmement chaud.